# Добковиці (Нижньосілезьке воєводство)
Добковиці (пол. Dobkowice) — село в Польщі, у гміні Кобежиці Вроцлавського повіту Нижньосілезького воєводства.
Населення — 113 осіб (2011).
У 1975-1998 роках село належало до Вроцлавського воєводства.

## Демографія
Демографічна структура станом на 31 березня 2011 року:
|          | Загалом | Допрацездатний вік | Працездатний вік | Постпрацездатний вік |
| -------- | ------- | ------------------ | ---------------- | -------------------- |
| Чоловіки | 53      | 9                  | 38               | 6                    |
| Жінки    | 60      | 21                 | 35               | 4                    |
| Разом    | 113     | 30                 | 73               | 10                   |